# Vyšná Slaná
Pour les articles homonymes, voir Slana.
Vyšná Slaná (allemand : Obersalz), est un village de Slovaquie situé dans la région de Košice.

## Histoire
Première mention écrite du village en 1326.

## Démographie

### Évolution de la population
| Année:               | 1994. | 2004.   | 2014.   | 2024.    |
| -------------------- | ----- | ------- | ------- | -------- |
| Nombre de personnes: | 582   | 529     | 505     | 422      |
| Différence:          |       | -9,10 % | -4,53 % | -16,43 % |

| Année:               | 2023. | 2024.   |
| -------------------- | ----- | ------- |
| Nombre de personnes: | 420   | 422     |
| Différence:          |       | +0,47 % |